# اسلام‌آباد (نصرت‌آباد، سه)
اسلام‌آباد روستایی در دهستان نصرت‌آباد بخش نصرت‌آباد شهرستان زاهدان استان سیستان و بلوچستان ایران است.

## جمعیت
بر پایه سرشماری عمومی نفوس و مسکن در سال ۱۳۹۵ جمعیت این مکان ۳۲ نفر (۱۰ خانوار) بوده‌است.